# 郭志
郭志（1925年—2023年3月11日），直隶省藁城县西四公村人。中华人民共和国政治人物。
1941年，加入中国共产党并参加八路军，先后任藁无县保家乡大队中队指导员，八路军冀中军区十七团宣传员、文化教员、晋绥军区独立三旅17团连指导员。参加了冀中五一反扫荡，保卫陕甘宁，打归绥，打卓资山，打原平，打汾阳，保卫张家口等战役战斗，在战斗中多次负伤并因伤致残。后转到地方工作，1947年，担任藁城县区长、区委书记。中华人民共和国成立后，升任中共藁城县委书记。1960年，先后任中共石家庄地委常委、农工部长、秘书长、石家庄专区专员公署常务副专员、石家庄地委副书记兼代理专员。中共衡水地委代理书记。文化大革命开始后受批判和冲击，后出来工作，任河北省衡水地区革委会副主任、党的核心组副组长。1971年5月后，陆续任中共河北省委常委、秘书长、副书记、书记，河北省革委会副主任、常务副省长、副省长。1985年，任河北人大常委副主任。1988年，升任主任。1993年任第八届全国人大财经委委员。中共九大，十四大代表，第五、六、七、八届全国人大代表。